# Tradescantia
Tradescantia sunt plante erbacee monocotiledonate din familia Commelinaceae. Este un gen de aproximativ 75 de specii cuprinzând plante din America, cu frunze învăluitoare și flori cu trei petale.

## Descrierea speciei
Aceste plante se hibridizează ușor și subiecții obținuți prin încrucișare sunt ei înșiși adesea fertili. Sunt numite colocvial buruieni, din cauza tendinței lor de a coloniza spații, sau efemere, pentru că fiecare floare trăiește doar o zi (dar planta continuă să înflorească în timp). Unele dintre ele, (Tradescantia pallida) sunt apreciate pentru frunzișul lor decorativ pentru apartamente. Altele sunt apreciate în grădini, îndeosebi de efemeride, pentru frunzele și florile lor.
Ca de obicei în cazul monocotiledonatelor, florile sunt cu trei petale. Florile sunt dispuse radial. Cele două cercuri de bractee au formă clar diferită, deci au sepale și petale. Bracteele sunt în mare parte libere sau doar puțin fuzionate la bază. Ele formează fructe capsulă cu trei camere, cu una sau două semințe pe cameră. La plantarea în grădini ornamentale, trebuie remarcat faptul că unele specii de Tradescantia se reproduc rapid ca buruienile și este foarte greu de controlat răspândirea acestor plante.

## Răspândire
Habitatul lor original este teritoriul neotropic al Americii.

## Istoric
Genul a fost numit după John Tradescant cel Tânăr și tatăl său, John Tradescant cel Bătrân. John Tradescant cel Tânăr a ajuns în Virginia, una dintre primele zone colonizate ale Americii, în 1637 și a trimis noi plante în Anglia, inclusiv chiparosul de baltă, lobelia și unele specii de phlox.

## Sistematică
Prima descriere despre Tradescantia a fost cea a lui Carl von Linné în Species Plantarum care a fost publicată în 1753.
Genul Tradescantia include următoarele specii și varietăți:

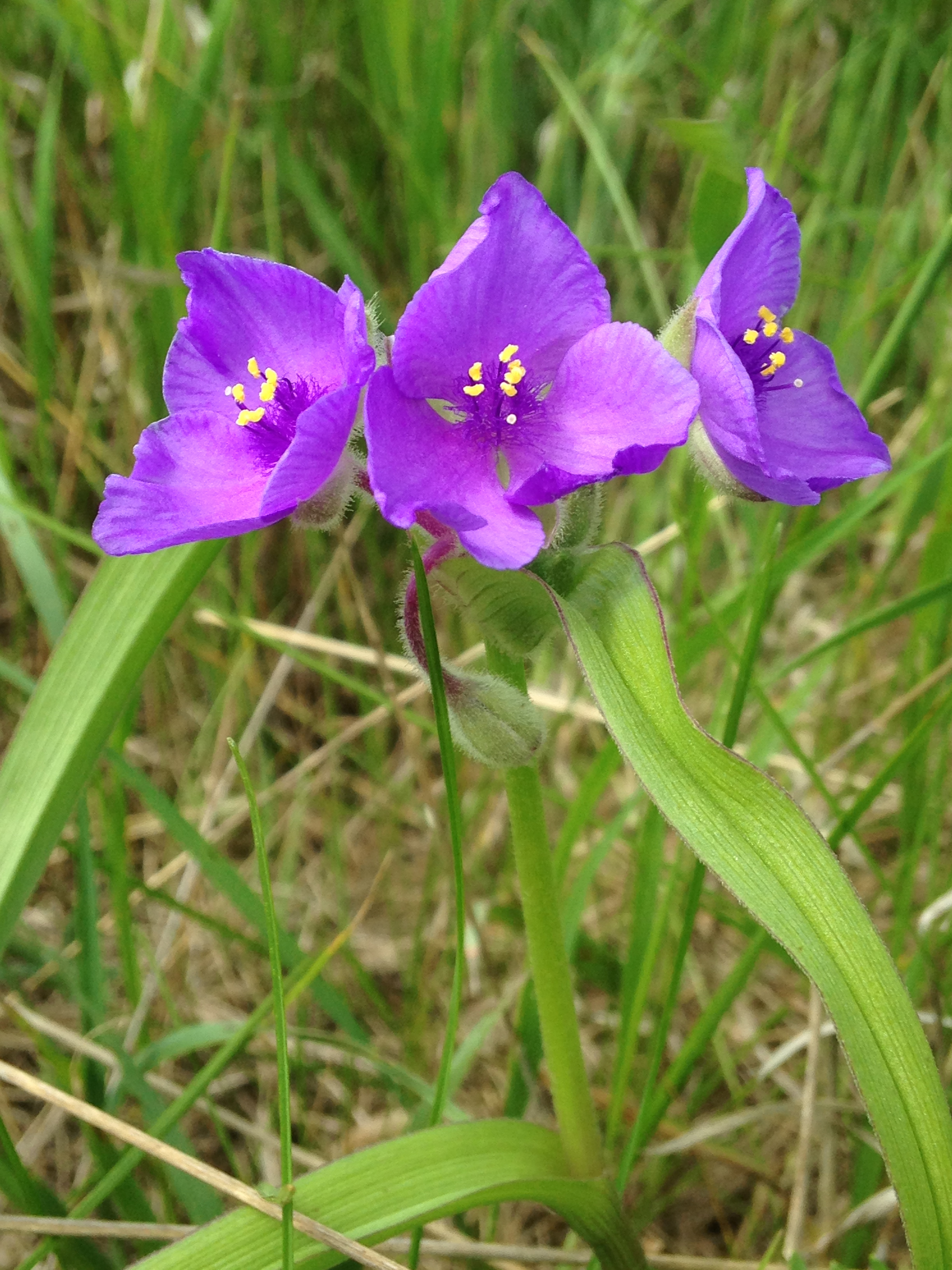
Tradescantia bracteata

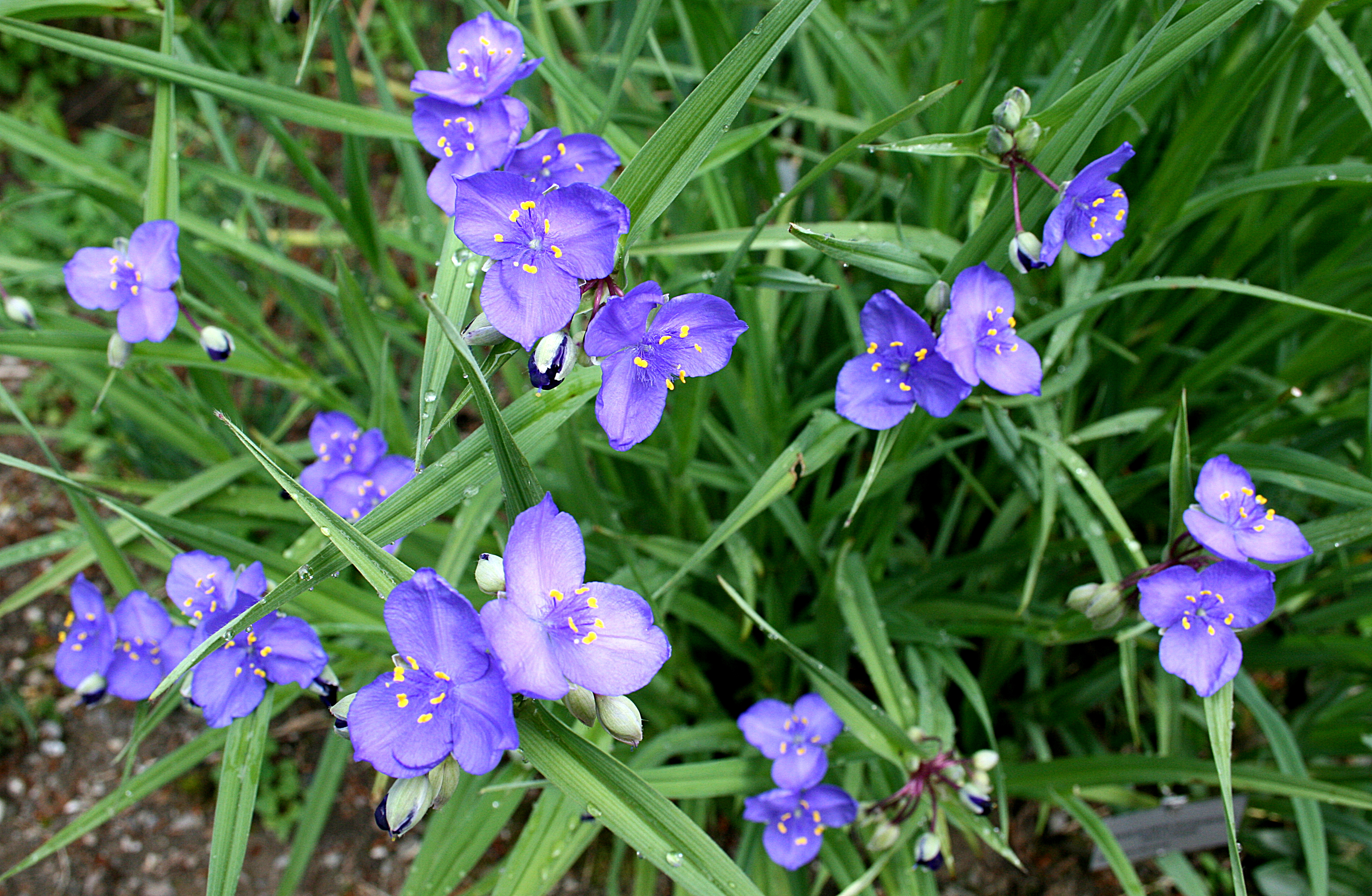
Tradescantia occidentalis

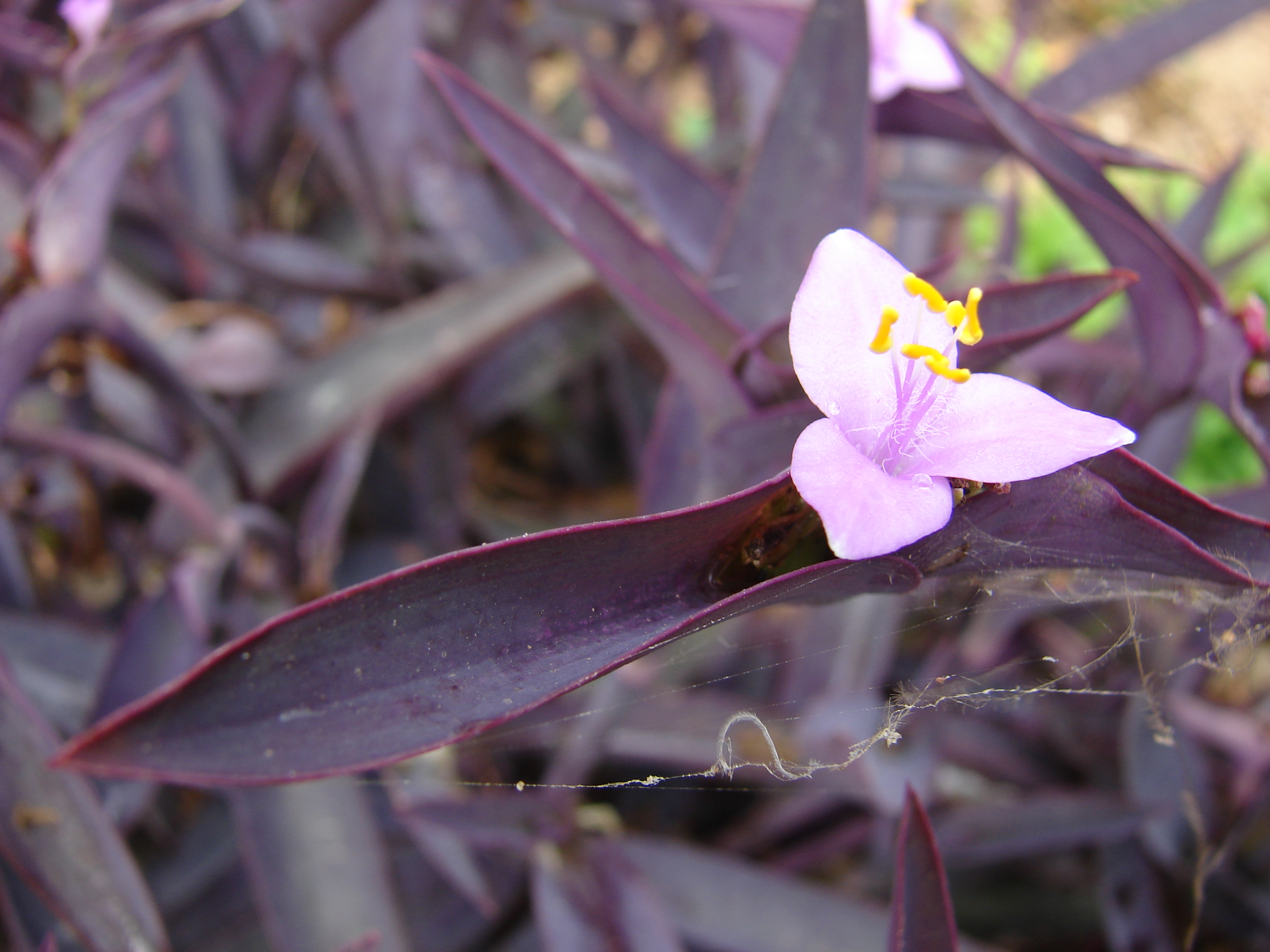
Tradescantia pallida

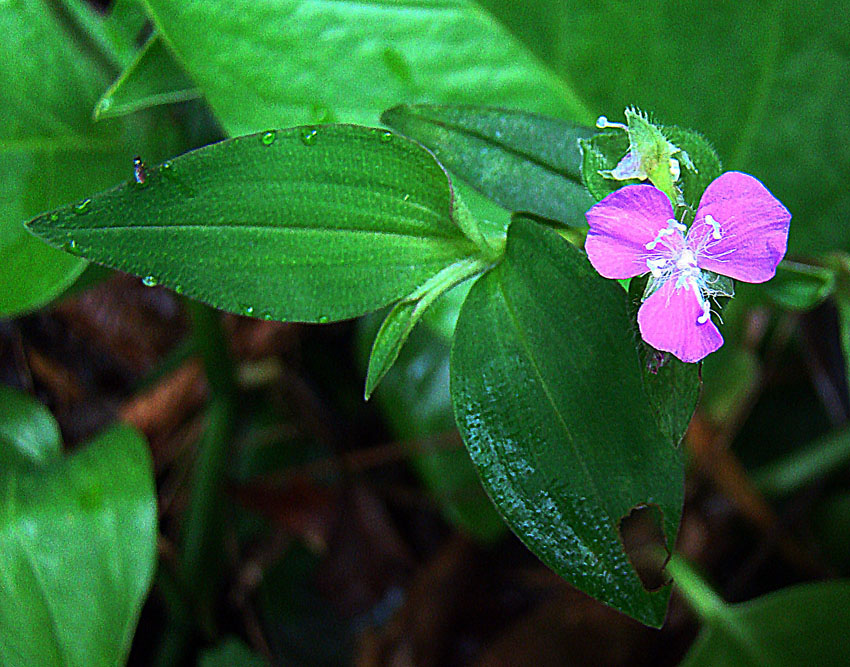
Tradescantia poelliae

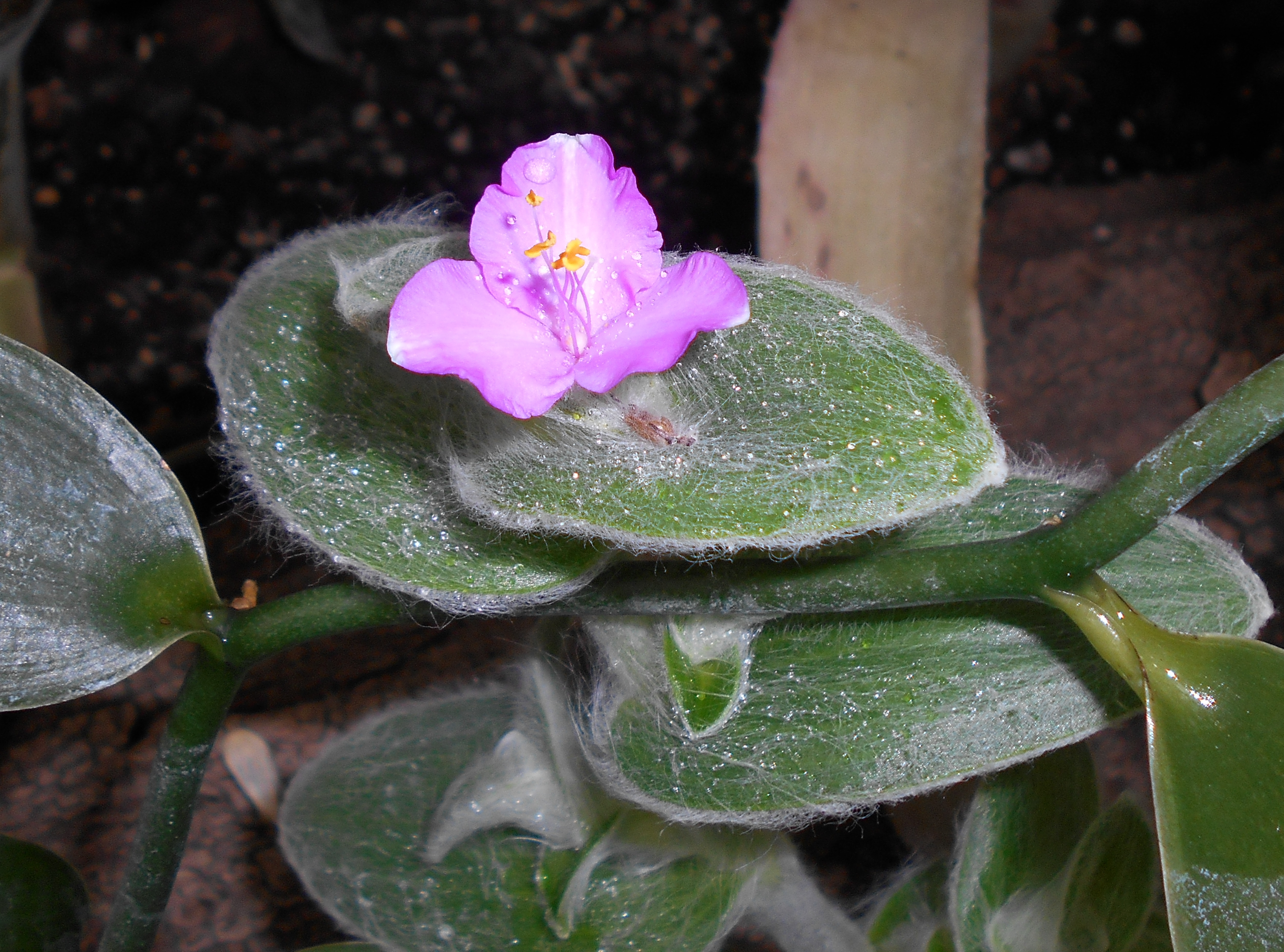
Tradescantia sillamontana

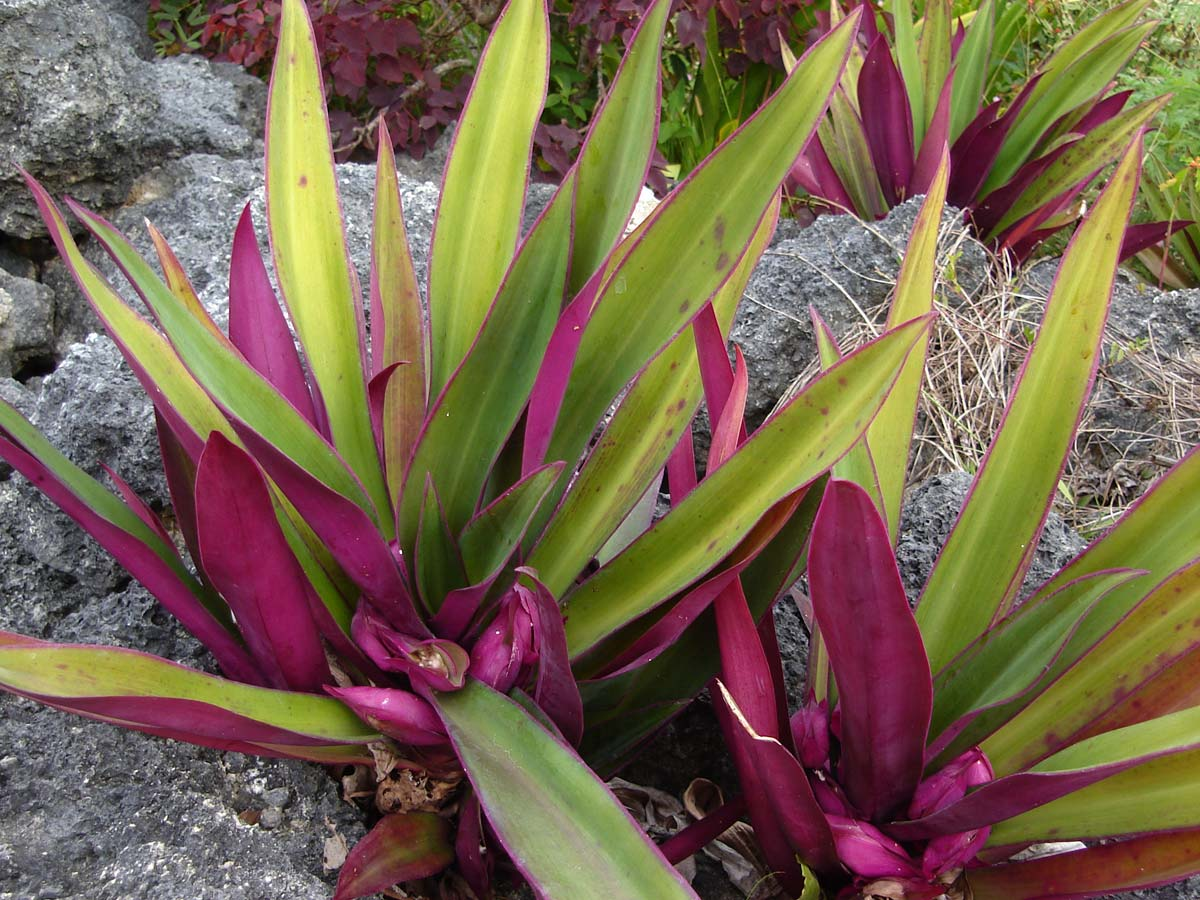
Purpurblättrige Dreimasterblume (Tradescantia spathacea)

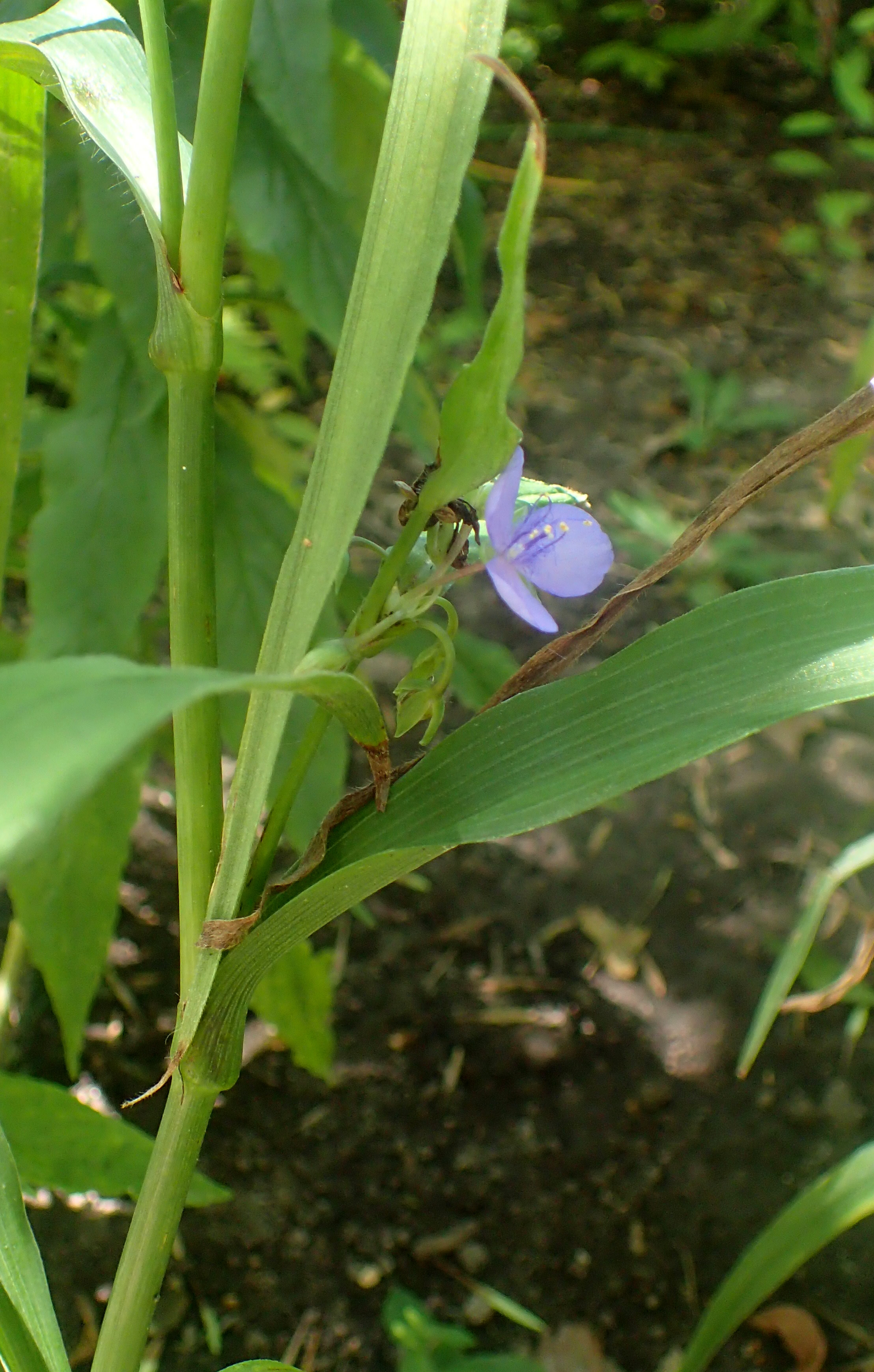
Tradescantia subaspera

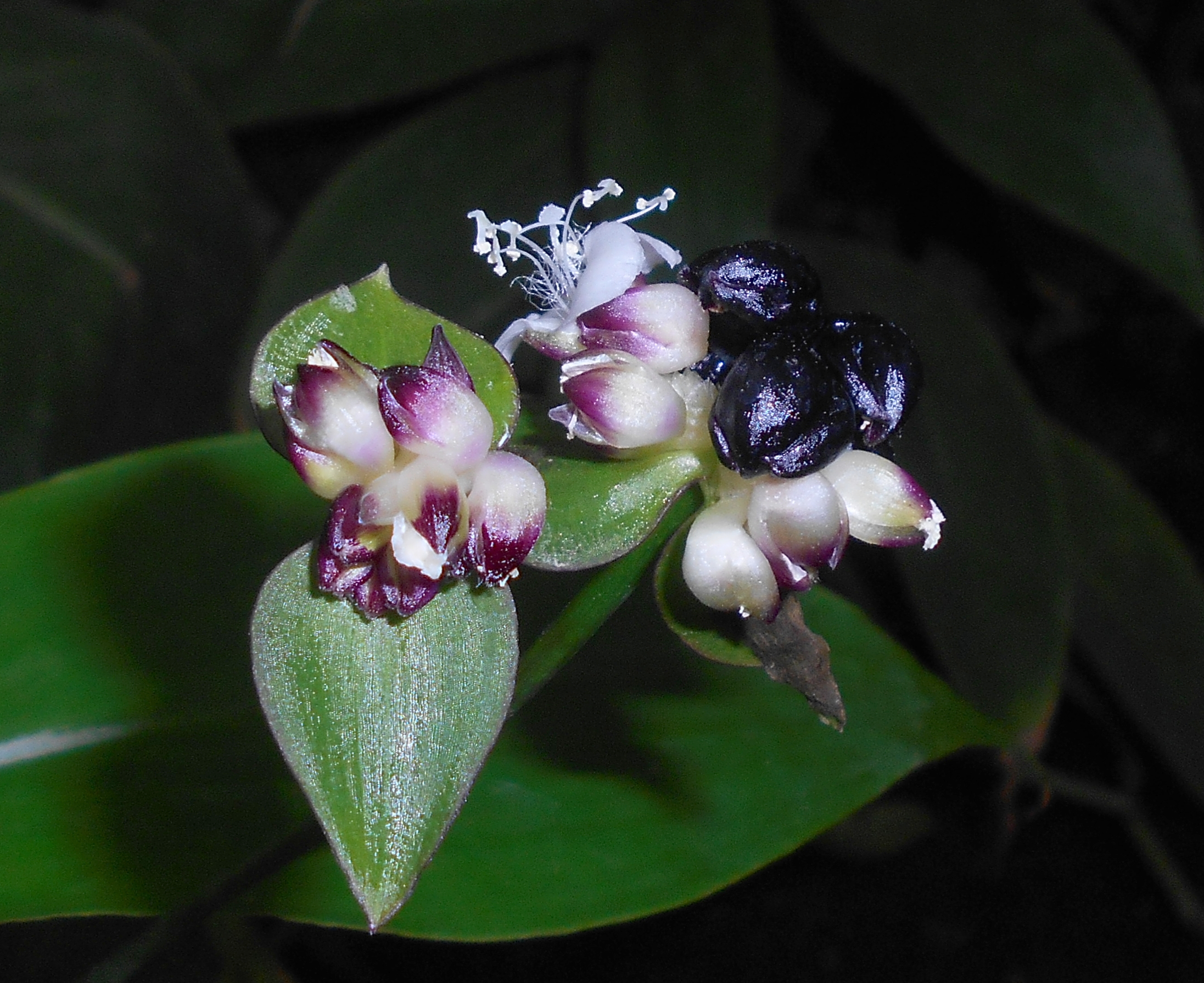
Tradescantia zanonia

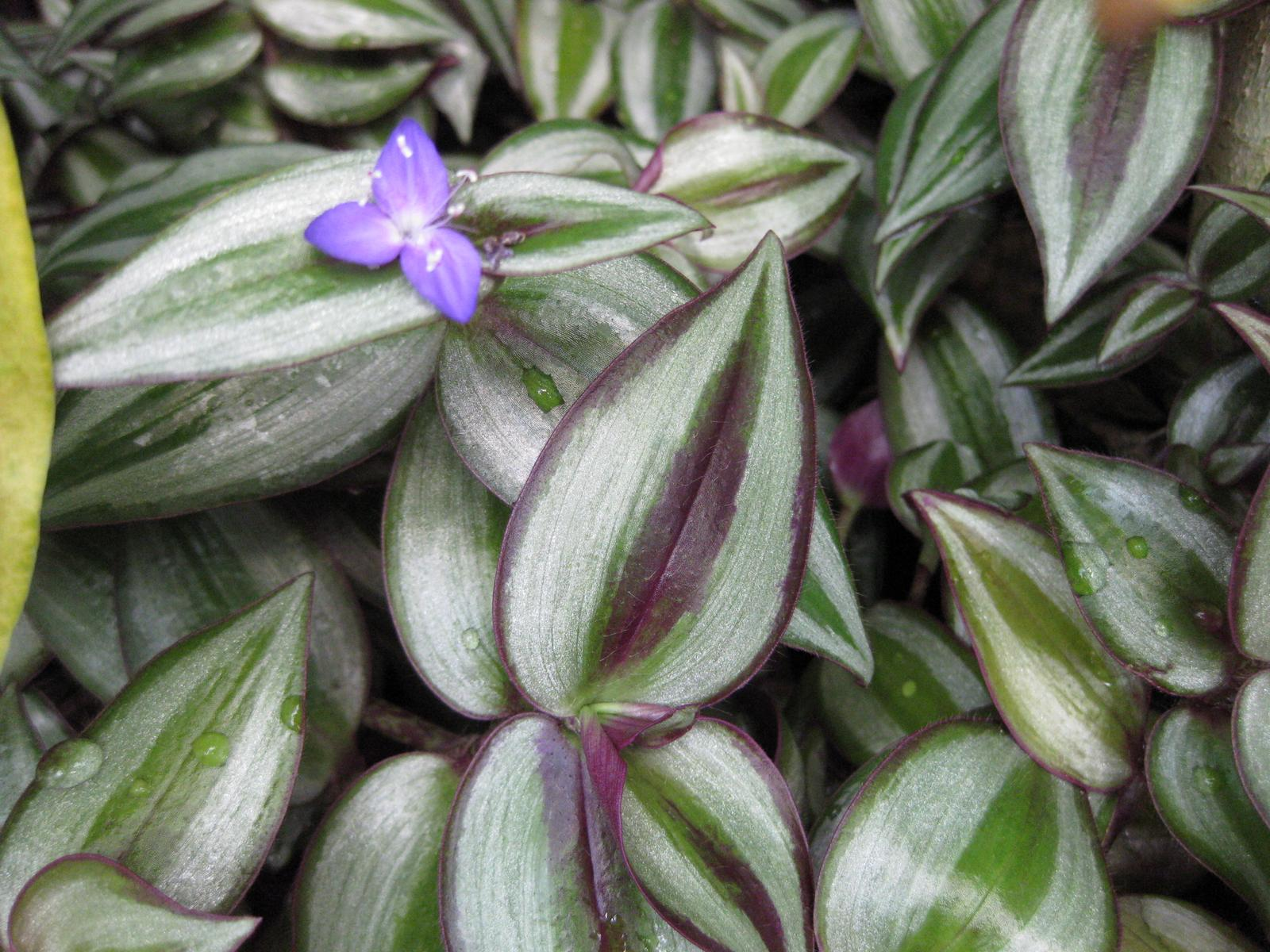
Tradescantia zebrina

- Tradescantia ambigua Mart. ex Schult. & Schult.f.
- Tradescantia anagallidea Seub.
- Tradescantia andersoniana W.Ludw. & Rohweder
- Tradescantia andrieuxii C.B.Clarke
- Tradescantia boliviana (Hassk.) J.R.Grant
- Tradescantia bracteata Small ex Britton
- Tradescantia brevifolia {{Person|(Torr.) Rose
- Tradescantia buckleyi (I.M.Johnst.) D.R.Hunt
- Tradescantia burchii D.R.Hunt
- Tradescantia cerinthoides Kunth
- Tradescantia chrysophylla M.Pell.
- Tradescantia cirrifera Mart.
- Tradescantia commelinoides Schult. & Schult.f.
- Tradescantia crassifolia Cav.
  - Tradescantia crassifolia var. crassifolia
  - Tradescantia crassifolia var. acaulis (M.Martens & Galeotti) C.B.Clarke
- Tradescantia crassula Link & Otto
- Tradescantia cymbispatha C.B.Clarke
- Tradescantia deficiens Brandegee
- Tradescantia edwardsiana Tharp
- Tradescantia ernestiana E.S.Anderson & Woodson
- Tradescantia exaltata D.R.Hunt
- Tradescantia fluminensis Vell.
- Tradescantia gentryi D.R.Hunt
- Tradescantia gigantea Rose
- Tradescantia gracillima Standl.
- Tradescantia grantii Faden
- Tradescantia guiengolensis Matuda
- Tradescantia gypsophila B.L.Turner
- Tradescantia hirsuticaulis Small
- Tradescantia hirsutiflora Bush
- Tradescantia hirta D.R.Hunt
- Tradescantia huehueteca (Standl. & Steyerm.) D.R.Hunt
- Tradescantia humilis Rose
- Tradescantia leiandra Torr.
- Tradescantia llamasii Matuda
- Tradescantia longipes E.S.Anderson & Woodson
- Tradescantia masonii Matuda
- Tradescantia maysillesii Matuda
- Tradescantia mcvaughii D.R.Hunt
- Tradescantia mirandae Matuda
- Tradescantia monosperma Brandegee
- Tradescantia multibracteata Ferrarese, Büneker & Canto-Dorow
- Tradescantia mundula Kunth
- Tradescantia murilloae Zamudio, Espejo, López-Ferr. & Ceja
- Tradescantia nuevoleonensis Matuda
- Tradescantia occidentalis (Britton) Smyth
  - Tradescantia occidentalis var. occidentalis
  - Tradescantia occidentalis var. melanthera MacRoberts
  - Tradescantia occidentalis var. scopulorum (Rose) E.S.Anderson & Woods.
- Tradescantia ohiensis Raf.
- Tradescantia orchidophylla Rose & Hemsl.
- Tradescantia ozarkana E.S.Anderson & Woodson
- Tradescantia pallida (Rose) D.R.Hunt (Tradescantia mexicană)
- Tradescantia pedicellata Celarier
- Tradescantia peninsularis Brandegee
- Tradescantia petiolaris M.E.Jones
- Tradescantia petricola J.R.Grant
- Tradescantia pinetorum Greene
- Tradescantia plusiantha Standl.
- Tradescantia poelliae D.R.Hunt
- Tradescantia praetermissa M.Pell.
- Tradescantia pygmaea D.R.Hunt
- Tradescantia reverchonii Bush
- Tradescantia roseolens Small
- Tradescantia rozynskii Matuda
- Tradescantia schippii D.R.Hunt
- Tradescantia serrana Hassemer & Funez
- Tradescantia seubertiana M.Pell.
- Tradescantia sillamontana Matuda
- Tradescantia soconuscana Matuda
- Tradescantia spathacea Sw. (Purpurblättrige Dreimasterblume)
- Tradescantia standleyi Steyerm.
- Tradescantia stenophylla Brandegee
- Tradescantia subacaulis Bush
- Tradescantia subaspera Ker Gawl.
  - Tradescantia subaspera var. subaspera
  - Tradescantia subaspera var. montana (Shuttlew. ex Small & Vail) E.S.Anderson & Woods.
- Tradescantia tepoxtlana Matuda
- Tradescantia tharpii E.S.Anderson & Woodson
- Tradescantia umbraculifera Hand.-Mazz.
- Tradescantia valida G.Brückn.
- Tradescantia velutina Kunth & C.D.Bouché
- Tradescantia virginiana L.
- Tradescantia wrightii Rose & Bush
- Tradescantia zanonia (L.) Sw.
- Tradescantia zebrina Bosse (Zebra-Ampelkraut)
  - Tradescantia zebrina var. zebrina
  - Tradescantia zebrina var. flocculosa (G.Brückn.) D.R.Hunt
  - Tradescantia zebrina var. mollipila D.R.Hunt

În acest domeniu de aplicare, genul Tradescantia este cladistic.